# Каренне, Диана
Диана Каренне (также Диана Карэн, пол. Diana Karenne, в девичестве Диана (Леокадия) Александровна Рабинович, в замужестве Диана Александровна Оцуп; 22 июля 1897, Киев — 18 октября 1968, Лозанна) — киноактриса и режиссёр.

## Биография
Родилась в Киеве, сестра кинопродюсера Григория Рабиновича. 
В России снялась в фильме «Трагедия двух сестёр» (1913/1914, производство Т/Д Дранков и Талдыкин). 
В Италии дебютировала в 1914 году в фильмах «Roma» и «Aquila». Начиная с 1916 сама снимала фильмы со своим участием, в 1917 году вместе с братом Давидом Рабиновичем основала в Милане собственную кинокомпанию David-Karenne-Film, где сняла картины «L'histoire d'un Pierrot» (1917) и «Il romanzo di Maud» (1917) со своим участием в главных ролях. Выступала также как сценарист, в том числе фильма «Потерянная» (Smarrita!, 1921; в советском прокате — «Мария Григ», 1925) по мотивам повести Осипа Фелина.
Начиная с 1921 года играла главные роли в французских и немецких фильмах, в том числе в двух фильмах режиссера Якова Протазанова. Занималась также живописью, музыкой и поэзией. После наступления эпохи звукового кино прекратила выступления и ушла в небытие. Выступила ещё раз в 1939 году в фильме «Manon Lescaut» режиссёра Кармине Галлоне.
Была женой поэта Николая Авдеевича Оцупа, посвятившего ей ряд своих произведений. Под именем Дженни Лесли выведена в отчасти автобиографическом романе Оцупа «Беатриче в аду» (1939). 
Была ранена в июле 1940 года во время бомбёжки Аахена. В 1950-е годы публиковала рассказы и заметки в журнале «Числа».
В 1961 году издала в Париже посмертный сборник стихов Оцупа «Жизнь и смерть» в 2-х томах, включив стихотворения 1918–1958 годов. В том же году ею были изданы два сборника его публицистических и критических работ — «Современники» и «Литературные очерки». Выведена в набоковском романе «Камера обскура» под именем кинозвезды Дорианна Каренина.
Согласно подписанному её племянницей некрологу в газете «Русская мысль» от 14 ноября 1968 года, умерла 18 октября 1968 года в Лозанне (Швейцария).

## Публикации
Д. Каренн. Европейские киноартисты в Америке. Яннингс и Мурнау. // Киноведческие записки № 58, 2002.